# 糙頭美洲鱥
糙頭美洲鱥（學名：Notropis scabriceps），為輻鰭魚綱鯉形目雅羅魚科的其中一種，分布於北美洲美國西維吉尼亞州、維吉尼亞州與北卡羅萊那州的新河流域，本魚呈長橢圓形且側扁，眼大、口近下位，體長可達8.4公分，棲息在沙石底質的中小型溪流，生活習性不明。